# Floresta Azul
Floresta Azul är en kommun i Brasilien.   Den ligger i delstaten Bahia, i den östra delen av landet, 900 km öster om huvudstaden Brasília. Antalet invånare är 10 660.
Omgivningarna runt Floresta Azul är huvudsakligen savann. Runt Floresta Azul är det ganska glesbefolkat, med 29 invånare per kvadratkilometer.